# 藤原豊成

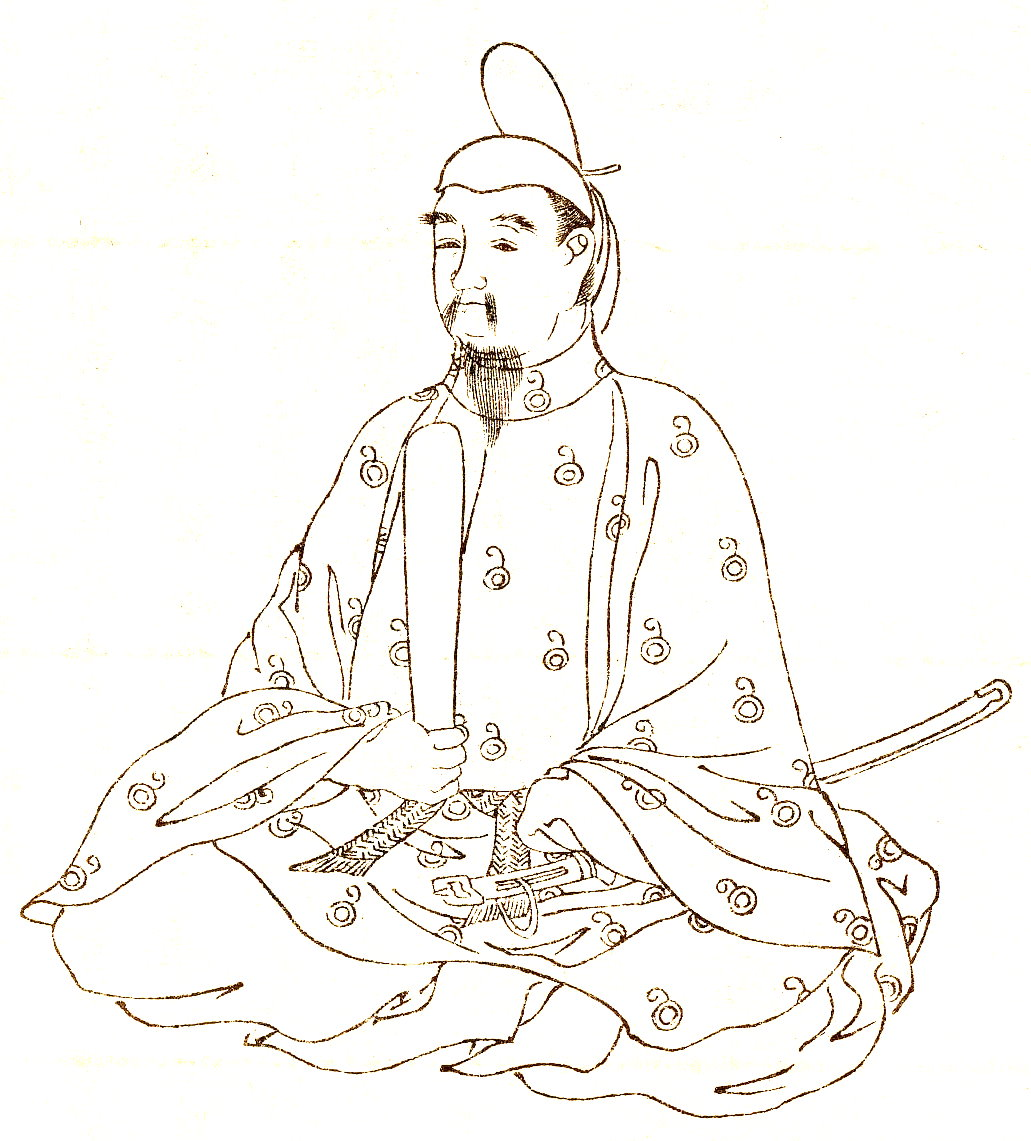
『前賢故実』より

藤原 豊成（ふじわら の とよなり）は、奈良時代の貴族。藤原南家、左大臣・藤原武智麻呂の長男。官位は従一位・右大臣。別名難波大臣、横佩大臣（よこはぎのおとど）。

## 経歴
内舎人兼兵部大丞を経て、神亀元年（724年）聖武天皇の即位後まもなく正六位下から二階昇進して従五位下に叙爵し、兵部少輔に任ぜられる。天平元年（729年）父・武智麻呂らが主導した長屋王の変が発生するが、変後の昇叙には与らず、天平3年（731年）藤原四兄弟が全員公卿となり藤原四子政権を確立させると、翌天平4年（732年）に豊成は従五位上に叙せられている。
天平9年（737年）2月に二階昇進して正五位上に叙せられる。同年天然痘の猖獗によって8月までに父の左大臣・武智麻呂をはじめ藤原四兄弟が急死して藤原氏の公卿が不在の状況になると、豊成は藤原氏の氏上（藤氏長者の前身）となり、9月に従四位下に叙せられ、12月には参議兼兵部卿となり一躍公卿に列す。こののち、聖武朝後半の橘諸兄政権下で、豊成は藤原氏の代表として遇されるとともに、諸兄から信任を受けて政権のなかで有力な存在となっていたと見られ、天平11年（739年）正四位下、天平15年（743年）従三位・中納言、天平20年（748年）従二位と順調に昇進するとともに、中衛大将も兼ねた。この間、聖武天皇が頻繁に行幸を行っているが、豊成は都合四度に亘って平城京の留守司を務めており、聖武天皇の信頼が厚かったことが想定される。聖武朝末の天平感宝元年（749年）4月には右大臣に任ぜられ、橘諸兄とともに左右の大臣として太政官を主導した。
同年7月に孝謙天皇が即位すると、弟の藤原仲麻呂が参議から一挙に大納言に昇進して紫微令と中衛大将を兼ね、光明皇后と孝謙天皇の信頼を背景に急速に台頭し、仲麻呂の権勢は両大臣である諸兄・豊成を凌ぐほどになる。この頃仲麻呂は兄の豊成を中傷・讒言しようとしていたが、豊成の天性の資質が広く厚く、人々の衆望を集めていたため、乗ずる隙を得られなかったと伝わる。
天平勝宝8歳（756年）左大臣・橘諸兄が讒言を理由に致仕したことから、豊成は太政官の首班に立つが、仲麻呂も大臣格の紫微内相に就任する。天平勝宝9歳（757年）3月に道祖王が皇太子を廃され、4月に皇嗣選定の協議が行われると、豊成は中納言・藤原永手とともに藤原氏の血を引く塩焼王を推すが、結局仲麻呂の私邸（田村第）に居住していた大炊王（後の淳仁天皇）が立太子される。豊成が塩焼王を推したことについて、塩焼王と仲麻呂の関係が悪くなかったことを考慮したなど優れた政治的バランス感覚とする評価がある一方で、かつて塩焼王は聖武天皇によって流刑に処されたことがあり、選定時にその理由で不適格となっていることから、バランス感覚を否定的に捉える意見もある。
同年5月に正二位に昇進するものの、同年7月の橘奈良麻呂の乱において、答本忠節から謀反の企てに関する報告を受けながら孝謙天皇への奏上を行わず、謀反の露見後は小野東人の勘問にあたるも自白させられずに担当を外されるなど事件の究明に努めなかったことを理由に、右大臣を罷免され大宰員外帥に落とされた。また、小野東人は反乱計画では駅鈴と御璽を奪取後に豊成を召し出して指揮を執らせ孝謙天皇の廃位を行う予定であったことを白状しており、豊成が謀叛側の官人から好意的に思われていたことによる影響も指摘されている。いずれにしても、太政官の首班を占める豊成に対抗意識を燃やしていた仲麻呂が、折あらば豊成を陥れようと絶えずその機会を窺っていた中で、仲麻呂暗殺を含む謀叛計画を知りながら最高責任者の右大臣として上奏を行わず何ら対策を取らなかったという政治的なミスを犯したことが左降という結果に繋がったと評価されている。なお、普段より橘奈良麻呂と好を通じていた豊成の三男・藤原乙縄も乱に与したとされ、日向掾に左遷された。
だが、豊成は抗議の意を込めて「病気」と称して難波にあった自分の別荘に籠ったことから、大宰府行きは無期限延期状態となり、そこで8年間の隠遁生活を送った。天平宝字8年（764年）仲麻呂が道鏡排斥に失敗して敗死すると（藤原仲麻呂の乱）、橘奈良麻呂の乱における豊成の罪状は、仲麻呂による偽りの中傷とみなされ、豊成は罪を赦されて従一位・右大臣として政権に復帰した。同時に三男の乙縄も復権。翌天平神護元年（766年1月）11月27日薨去。享年62。最終官位は右大臣従一位。

## 官歴
注記のないものは『続日本紀』による。
- 時期不詳：正六位下
- 養老7年（723年） 日付不詳：内舎人兼兵部大丞
- 神亀元年（724年） 2月22日：従五位下。日付不詳：兵部少輔[14]
- 天平4年（732年） 正月20日：従五位上
- 天平9年（737年） 2月14日：正五位上（越階）。9月28日：従四位下。12月12日：参議、兵部卿[14]
- 天平11年（739年） 正月13日：正四位下（越階）
- 天平12年（740年） 正月：兼中衛大将[14]。2月7日：留守司（難波宮行幸）。10月29日：留守司（伊勢国行幸）
- 天平13年（741年） 9月30日：留守司（宇治及山科行幸）
- 天平14年（740年） 10月頃[6]：兼中務卿[14]
- 天平15年（743年） 5月5日：従三位、中納言、中衛大将如元
- 天平17年（745年） 8月28日：留守司（難波宮行幸）
- 天平18年（746年） 4月5日：東海道鎮撫使
- 天平20年（748年） 3月22日：従二位、大納言、中衛大将如元
- 天平感宝元年（749年） 4月14日：右大臣
- 天平勝宝6年（754年） 11月1日：東山道巡察使
- 天平勝宝8歳（756年） 5月3日：御装束司（聖武上皇崩御）
- 天平勝宝9歳（757年） 5月20日：正二位。7月12日：大宰員外帥、停右大臣
- 天平宝字8年（764年） 9月14日：復右大臣。9月20日：従一位

## 系譜
注記のないものは『尊卑分脈』による。
- 父：藤原武智麻呂
- 母：阿倍貞媛（阿倍貞吉または阿倍真虎の娘）
- 妻：路虫麻呂の娘
  - 長男：藤原武良自（良因）
  - 二男：藤原継縄（727-796）
  - 三男：藤原乙縄（?-781）
- 妻：藤原房前の娘
  - 四男：藤原縄麻呂（729-780）
- 妻：藤原百能（藤原麻呂の娘） - 尚侍
- 妻：紫の前（藤原百能と同人、又は品沢親王の娘）
  - 女子：中将姫（747-775）